# Список генерал-губернаторов Австралии

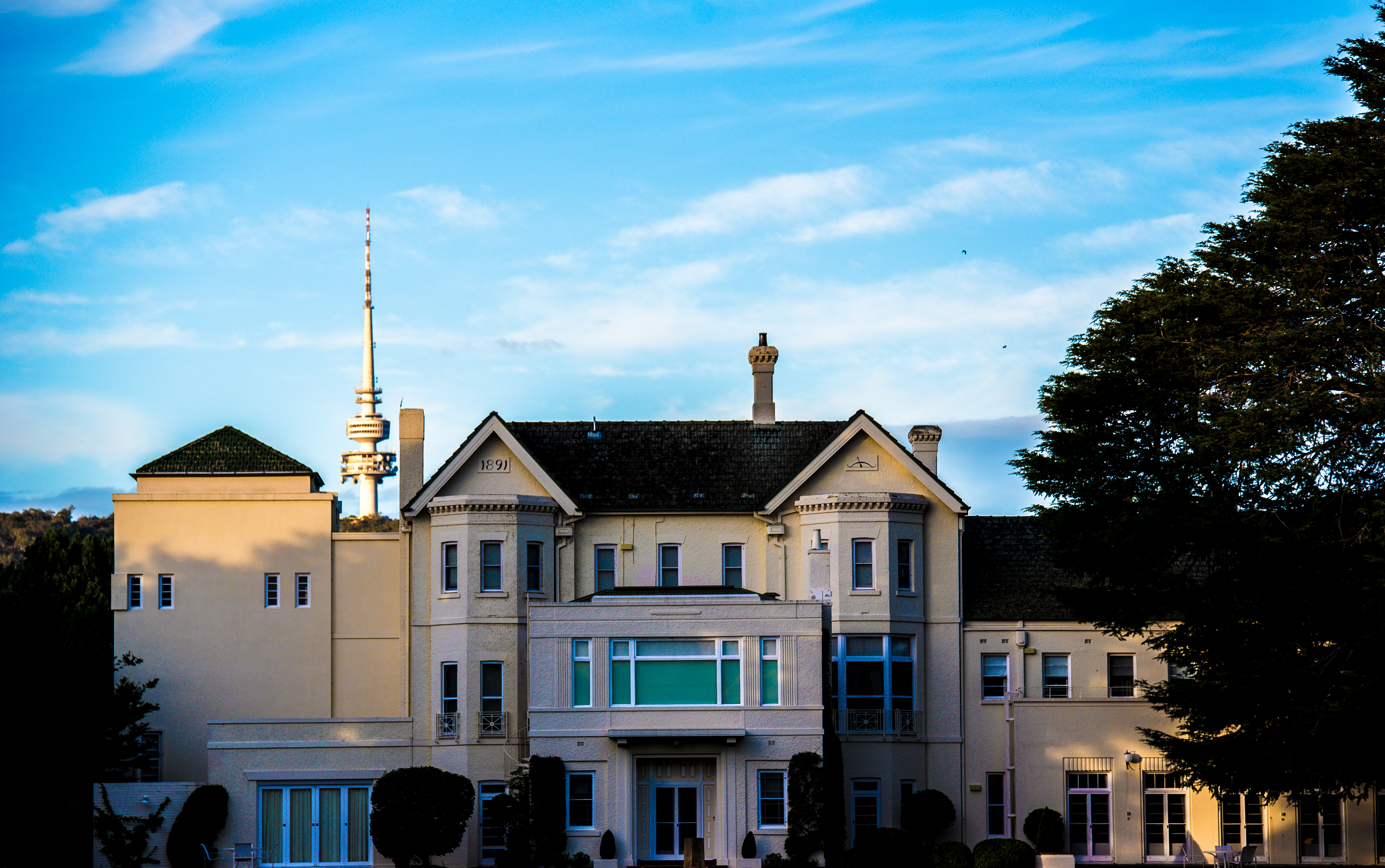
«Дом правительства» в Канберре, резиденция генерал-губернатора

Список генерал-губернаторов Австралии включает лиц, получивших назначение на пост генерал-губернатора Австралийского Союза (англ. Governor-General of the Commonwealth of Australia, неофициально — генерал-губернатор Австралии (англ. Governor-General of Australia), начиная со времени вступления в силу 1 января 1901 года оформившей создание Союза конституции, а также лиц, являвшихся администраторами правительства, замещавшими пост генерал-губернатора с момента его смерти, отставки или отбытия из страны, до назначения нового лица на вакантный пост (ими становился один из губернаторов составляющих Союз штатов).
Генерал-губернатор является главой Федерального исполнительного совета и главнокомандующим Сил обороны Австралии, а также выполняет обязанности официального представителя Австралийской столичной территории. Согласно конституции, он назначается монархом Австралии и является его представителем на территории Союза. При вступления на трон 8 сентября 2022 года Карла III им был принят титул Милостью Божьей, король Австралии и других его королевств и территорий, глава Содружества (англ. By the Grace of God, King of Australia and his other Realms and Territories, Head of the Commonwealth). На практике выбор генерал-губернатора является прерогативой премьер-министра Австралии, проводящего необходимые консультации. Конституция предоставляет генерал-губернатору значительные права, но обычно он выполняет представительские и церемониальные функции и ограничивается подачей мнения при обсуждении важнейших для страны решений. Осуществляя назначение премьер-министра, он формально одобряет предложенную ему парламентом кандидатуру. К полномочиям генерал-губернатора относится назначение министров, судей и послов, приём верительных грамот послов других государств, предоставление королевского согласия на принятие парламентом законов парламентом, награждение австралийцев, осуществление государственных визитов в другие страны. Официальной резиденцией генерал-губернатора является Дом правительства в Канберре (Австралийская столичная территория).

## Список
Курсивом и серым цветом выделены даты начала и окончания полномочий администраторов правительства, замещавших генерал-губернаторов с момента их отбытия из страны до формального сложения полномочий в пользу новых лиц, назначенных на вакантный пост, а также в ходе процесса отставки.
|        | Портрет       | Имя (годы жизни) | Полномочия       | Полномочия       | Монарх       | Пр.    |
| Начало | Портрет       | Имя (годы жизни) | Окончание        |                  | Монарх       | Пр.    |
| ------ | ------------- | --- | ---------------- | ---------------- | ------------ | ------ |
| 1      |               | Джон Адриан Луис Хоуп, 7-й граф Хоуптоун, 1-й маркиз Линлитгоу (1860—1907) англ. John Adrian Louis Норе, 7th Earl of Hopetoun, 1st Marquess of Linlithgow                                                      | 1 января 1901    | 9 января 1903    | Виктория     | [ 6 ]  |
| 1      | Эдуард VII    | Джон Адриан Луис Хоуп, 7-й граф Хоуптоун, 1-й маркиз Линлитгоу (1860—1907) англ. John Adrian Louis Норе, 7th Earl of Hopetoun, 1st Marquess of Linlithgow                                                      | 1 января 1901    | 9 января 1903    |              | [ 6 ]  |
| и. о.  |               | Холлам Теннисон, 2-й барон Теннисон (1852—1928) англ. Hallam Tennyson, 2nd Baron Tennyson | 17 июля 1902     | 9 января 1903    | [ 7 ]        |        |
| 2      | 9 января 1903 | Холлам Теннисон, 2-й барон Теннисон (1852—1928) англ. Hallam Tennyson, 2nd Baron Tennyson | 21 января 1904   |                  | [ 7 ]        |        |
| 3      |               | Генри Стаффорд Норткот, 1-й барон Норткот (1846—1911) англ. Henry Stafford Northcote, 1st Baron Northcote | 21 января 1904   | 9 сентября 1908  | [ 8 ]        |        |
| 4      |               | Уильям Хамбл Уорд, 2-й граф Дадли (1867—1932) англ. William Humble Ward, 2nd Earl of Dudley | 9 сентября 1908  | 31 июля 1911     | [ 9 ]        |        |
| 5      |               | Томас Денман, 3-й барон Денман (1874—1954) англ. Thomas Denman, 3rd Baron Denman | 31 июля 1911     | 18 мая 1914      | Георг V      | [ 10 ] |
| 6      |               | Сэр Рональд Кроуфорд Манро-Фергюсон (1860—1934) англ. Ronald Craufurd Munro Ferguson | 18 мая 1914      | 6 октября 1920   | Георг V      | [ 11 ] |
| 7      |               | Генри Уильям Форстер, 1-й барон Форстер (1866—1936) англ. Henry William Forster, 1st Baron Forster | 6 октября 1920   | 8 октября 1925   | Георг V      | [ 12 ] |
| 8      |               | Джон Лоуренс Бэрд, барон Стоунхейвен (1874—1941) англ. John Lawrence Baird, 1st Baron Stonehaven | 8 октября 1925   | 22 января 1931   | Георг V      | [ 13 ] |
| и. о.  |               | Артур Герберт Теннисон Сомерс-Кокс, 6-й барон Сомерс (1887—1944) англ. Arthur Herbert Tennyson Somers-Cocks, 6th Baron Somers                                                                                  | 2 октября 1930   | 22 января 1931   | Георг V      | [ 14 ] |
| 9      |               | Сэр Айзек Альфред Айзекс (1855—1948) англ. Isaac Alfred Isaacs | 22 января 1931   | 23 января 1936   | Георг V      | [ 15 ] |
| 10     |               | бригадный генерал Александр Гор Аркрайт Хоур-Ратвен, 1-й граф Гоури) (1872—1955) англ. Alexander Gore Arkwright Hore-Ruthven, 1st Earl of Gowrie                                                               | 23 января 1936   | 30 января 1945   | Эдуард VIII  | [ 16 ] |
| 10     | Георг VI      | бригадный генерал Александр Гор Аркрайт Хоур-Ратвен, 1-й граф Гоури) (1872—1955) англ. Alexander Gore Arkwright Hore-Ruthven, 1st Earl of Gowrie                                                               | 23 января 1936   | 30 января 1945   |              | [ 16 ] |
| 11     |               | принц Генри Уильям Фредерик Альберт, 1-й герцог Глостер, 1-й граф Ольстер, 1-й барон Каллоден (1900—1974) англ. Henry William Frederick Albert, 1st Duke of Gloucester, 1st Earl of Ulster, 1st Baron Culloden | 30 января 1945   | 11 марта 1947    | [ 17 ]       |        |
| 12     |               | Сэр Уильям Джон Маккелл (1891—1985) англ. William John McKell | 11 марта 1947    | 8 мая 1953       | [ 18 ]       |        |
| 13     |               | фельдмаршал, Сэр Уильям Джозеф Слим (1891—1970) англ. William Joseph Slim | 8 мая 1953       | 2 февраля 1960   | Елизавета II | [ 19 ] |
| 14     |               | Уильям Шепард Моррисон, 1-й виконт Данроссил (1893—1961) англ. William Shepherd Morrison, 1st Viscount Dunrossil                                                                                               | 2 февраля 1960   | 3 февраля 1961   | Елизавета II | [ 20 ] |
| и. о.  |               | генерал, Сэр Реджинальд Александр Даллас Брукс (1896—1966) англ. Reginald Alexander Dallas Brooks | 4 февраля 1961   | 3 августа 1961   | Елизавета II | [ 21 ] |
| 15     |               | Уильям Филип Сидни, 1-й виконт де Л’Айл (1909—1991) англ. William Philip Sidney, 1st Viscount De L'Isle | 3 августа 1961   | 22 сентября 1965 | Елизавета II | [ 22 ] |
| 16     |               | Ричард Гавин Гардинер Кейси, 1-й барон Кейси (1890—1976) англ. Richard Gavin Gardiner Casey, 1st Baron Casey                                                                                                   | 22 сентября 1965 | 30 апреля 1969   | Елизавета II | [ 23 ] |
| 17     |               | Сэр Пол Мирна Кэдвалла Хэзлак (1905—1993) англ. Paul Meernaa Caedwalla Hasluck | 30 апреля 1969   | 11 июля 1974     | Елизавета II | [ 24 ] |
| 18     |               | Сэр Джон Роберт Керр (1914—1991) англ. John Robert Kerr | 11 июля 1974     | 8 декабря 1977   | Елизавета II | [ 25 ] |
| 19     |               | Сэр Зелман Коуэн (1919—2001) англ. Zelman Cowen | 8 декабря 1977   | 29 июля 1982     | Елизавета II | [ 26 ] |
| 20     |               | Сэр Ниниан Мартин Стивен (1923—2017) англ. Ninian Martin Stephen | 29 июля 1982     | 16 февраля 1989  | Елизавета II | [ 27 ] |
| 21     |               | Уильям Джордж Хейден (1933—2023) англ. William George Hayden | 16 февраля 1989  | 16 февраля 1996  | Елизавета II | [ 28 ] |
| 22     |               | Сэр Уильям Патрик Дин (1931—) англ. William Patrick Deane | 16 февраля 1996  | 29 июня 2001     | Елизавета II | [ 29 ] |
| 23     |               | архиепископ Питер Джон Холлингуорт (1935—) англ. Peter John Hollingworth | 29 июня 2001     | 28 мая 2003      | Елизавета II | [ 30 ] |
| и. о.  |               | Сэр Гай Стивен Монтегю Грин (1937—2025) англ. Guy Stephen Montague Green | 15 мая 2003      | 28 мая 2003      | Елизавета II | [ 31 ] |
| и. о.  | 29 мая 2003   | Сэр Гай Стивен Монтегю Грин (1937—2025) англ. Guy Stephen Montague Green | 11 августа 2003  |                  | Елизавета II | [ 31 ] |
| 24     |               | генерал-майор Филип Майкл Джеффери (1937—2020) англ. Philip Michael Jeffery | 11 августа 2003  | 5 сентября 2008  | Елизавета II | [ 32 ] |
| 25     |               | Дама Квентин Элис Луиза Брайс (1942—) англ. Quentin Alice Louise Bryce урожд. Квентин Элис Луиза Стрэхэн англ. Quentin Alice Louise Strachan                                                                   | 5 сентября 2008  | 28 марта 2014    | Елизавета II | [ 33 ] |
| 26     |               | генерал, Сэр Питер Джон Косгроув (1947—) англ. Peter John Cosgrove | 28 марта 2014    | 1 июля 2019      | Елизавета II | [ 34 ] |
| 27     |               | генерал Дэвид Джон Хёрли (1953—) англ. David John Hurley | 1 июля 2019      | 1 июля 2024      | Елизавета II | [ 35 ] |
| 28     |               | Саманта Джой Мостин (1965—) англ. Samantha Joy Mostyn | 1 июля 2024      | действующий      | Карл III     | [ 36 ] |